# Nikopol (huyện của tỉnh Pleven)
Nikopol là một huyện thuộc tỉnh Pleven, Bungaria. Dân số thời điểm năm 2001 là 13656 người.